# Elezioni parlamentari in Tunisia del 2022-2023
Le elezioni parlamentari in Tunisia del 2022-2023 si sono tenute il 17 dicembre 2022 il primo turno; nelle circoscrizioni in cui nessun candidato ha ottenuto la maggioranza assoluta dei voti (131 collegi su 161), il 29 gennaio 2023 ha avuto luogo un turno di ballottaggio.
Esse sono state indette in anticipo rispetto alla fine naturale della legislatura (prevista per ottobre 2023), al fine di costituire la nuova Assemblea dei rappresentanti del popolo, nata dopo che, sospese le funzioni dell’Assemblea precedente nel luglio 2021, una nuova Costituzione voluta dal presidente Kaïs Saïed (con la quale è stato introdotto, fra l'altro, un sistema parlamentare di tipo bicamerale ed un assetto costituzionale molto presidenzialista), è entrata in vigore.
Si tratta della 17ª tornata elettorale tunisina dall'indipendenza e la prima dopo la crisi politica del 2021.

## Sistema elettorale
La nuova legge elettorale, approvata nel settembre 2022, ha introdotto un sistema elettorale di tipo maggioritario: i 161 deputati (151 in Tunisia, 10 all'estero) sono eletti all'interno di collegi uninominali majority; al ballottaggio, previsto nel caso in cui nessun candidato raccolga la maggioranza assoluta dei voti validi, accedono i due candidati più votati.
La nuova legge, inoltre, ammette esclusivamente candidature autonome: i candidati non possono concorrere come espressione di forze politiche (ma possono costituire in seguito gruppi parlamentari da cui, tuttavia, non possono costituzionalmente uscire). Un ulteriore limite consiste nell'esclusione dall'elettorato passivo di coloro che, nell'anno precedente all'elezione, siano stati membri del governo o capi di gabinetto. Il Carnegie Endowment for International Peace (Ceip) ha qualificato la nuova disciplina elettorale come "l'ennesimo colpo al progresso democratico della Tunisia".

## Risultati

### Analisi

#### Primo turno
Al primo turno ha votato solo l'11,22% degli aventi diritto (il minimo storico dalla Rivoluzione dei Gelsomini), accogliendo così l'invito al boicottaggio lanciato da buona parte dei partiti d'opposizione. Secondo quanto comunicato dall'Autorità superiore indipendente per le elezioni (Isie) sono stati eletti al primo turno 23 candidati (10 dei quali erano candidati unici) mentre in 7 collegi non si era presentato alcun candidato, Sono andati al ballottaggio 131 collegi elettorali (mentre per i 7 seggi senza candidati si prevede di organizzare successivamente elezioni suppletive).
Subito dopo il voto si sono moltiplicati i ricorsi contro i risultati del primo turno, gli inviti al boicottaggio da parte di partiti e sindacati e le accuse alla stessa Isie, accusata "di mettere a repentaglio la libertà di espressione".

#### Secondo turno
Il secondo turno, che riguardava 131 seggi, si è svolto il 29 gennaio 2023. Secondo i dati ufficiali della Commissione elettorale nazionale, l'affluenza è stata dell'11,40%.

### Dati
| Liste                         | Primo turno | Primo turno | Primo turno | Secondo turno | Secondo turno | Secondo turno | Totale seggi |
| Liste                         | Voti        | %           | Seggi       | Voti          | %             | Seggi         | Totale seggi |
| ----------------------------- | ----------- | ----------- | ----------- | ------------- | ------------- | ------------- | ------------ |
| Indipendenti                  | N.D.        | N.D.        | 23          | N.D.          | N.D.          | 131           | 154          |
| Altri partiti                 | N.D.        | N.D.        | —           | N.D.          | N.D.          | —             | —            |
| Seggi non pervenuti - vacanti | N.D.        | N.D.        | N.D.        | N.D.          | N.D.          | N.D.          | 7            |
| Totale dei voti validi        | 956.016     | 93,23       | 23          | 849.104       | 94,90         | 131           | 161          |
| Schede bianche                | 23.789      | 2,32        |             | 17.374        | 1,90          |               |              |
| Schede nulle - rigettate      | 45.613      | 4,45        |             | 28.524        | 3,20          |               |              |
| Votanti                       | 1.025.418   | 11,22       |             | 895.002       | 11,40         |               |              |
| Elettori iscritti             | 9.136.502   |             |             | 7.853.447     |               |               |              |

| Riepilogo dei seggi | Riepilogo dei seggi | Riepilogo dei seggi | Riepilogo dei seggi | Riepilogo dei seggi | Riepilogo dei seggi | Riepilogo dei seggi |
| ------------------- | ------------------- | ------------------- | ------------------- | ------------------- | ------------------- | ------------------- |
|                     |                     |                     |                     |                     |                     |                     |
| IND                 | 154                 |                     |                     | ALT                 | 0                   |                     |
| VAC                 | 7                   |                     |                     |                     |                     |                     |